# Goliad County
Goliad County är ett administrativt område i delstaten Texas, USA, med 7 210 invånare (2010). Den administrativa huvudorten (county seat) är Goliad.

## Geografi
Enligt United States Census Bureau så har countyt en total area på 2 226 km². 2 211 km² av den arean är land och 15 km² är vatten. 

### Angränsande countyn
- DeWitt County - norr
- Victoria County - nordost
- Refugio County - sydost
- Bee County - sydväst
- Karnes County - nordväst